# آل الدهبلي (مكيراس)
ال الدهبلي هي إحدى قرى عزلة مكيراس بمديرية مكيراس التابعة لمحافظة البيضاء، بلغ تعداد سكانها 300 نسمة حسب تعداد اليمن لعام 2004.